# 棘ナシ
『棘ナシ』（とげナシ）はメディアミックスプロジェクト『ガールズバンドクライ』からデビューした5人組ガールズバンド・トゲナシトゲアリの2枚目のアルバム。2024年8月28日にUNIVERSAL SIGMAより発売された。
前作『棘アリ』から4か月ぶりのアルバム。テレビアニメ『ガールズバンドクライ』の主題歌・挿入歌として使用された6枚目のシングル『雑踏、僕らの街』から9枚目のシングル『空白とカタルシス』までの全楽曲に加え、新曲2曲が収録された。また、テレビアニメ劇中に登場するトゲナシトゲアリのライバルバンド・ダイヤモンドダストの楽曲も収録された。

## 概要
本作はメンバーがメインキャストとしても出演したテレビアニメ『ガールズバンドクライ』の主題歌や挿入歌を中心に収録された。トゲナシトゲアリ名義の楽曲のほかにも、劇中でトゲナシトゲアリの前身として登場する新川崎（仮）やbeni-shouga、ライバルバンドであるダイヤモンドダストの楽曲も収録されており、テレビアニメのサウンドトラック的な側面のある作品となっている。
本作に収録された楽曲のレコーディングは、前作『棘アリ』から地続き、かつテレビアニメのアフレコと並行して行われたため、メンバーは多忙を極めたという。本作が初出となる2曲の新曲「闇に溶けてく」「蝶に結いた赤い糸」はテレビアニメの放送終了間際にレコーディングが行われた。
初回限定盤にはガールズバンドクライ劇中における収録曲のライブシーンと、2024年3月16日に行われたワンマンライブ『薄明の序奏』より「雑踏、僕らの街」「誰にもなれない私だから」のライブ映像が収録されたBlu-ray、および手島nariによるガールズバンドクライのキャラクター設定資料が付属した。

## 評価

### チャート成績
初週売り上げ2万5,571枚を記録した本作は、9月9日付オリコン週間ランキングで6位、9月4日付Billboard JAPAN Hot Albumsで5位を記録した。

### 批評
ライターの西廣智一はリアルサウンドに掲載した本作のレビュー記事にて、本作の魅力を「理名のボーカルを大切に聴かせることを主軸に置きつつ、ロックバンドとして要所要所で自己主張の激しいプレイを投入しながらも決して破綻することのないアンサンブル」と語っている。また、前作『棘アリ』と比較しテレビアニメと連動したことで企画色は感じられるものの、楽曲の幅は前作より広がっており、バンドの成り立ちや音楽面においてトゲナシトゲアリをより深く知るという意味で、前作と対となって語られるべきアルバムであるとしている。
ライターの沖さやこはROCKIN'ON JAPAN2024年10月号にて、「VOCALOID楽曲の文脈から受け継いだ言葉数の多いボーカルや技巧的なサウンド、アニソンが放つインパクトとキャッチーさ、ロックバンドが持ち合わせる感傷性と躍動感が合わさることで、そのどれにも当てはまらない規格外の音像が実現している。それは《誰かに染まれない 誰にもなれない》という強烈な自我を持つキャラクターたちを体現するようだ。」と評している。
ライターの宮崎大樹はSkream!に掲載した本作のレビュー記事にて「ボカロ楽曲を思わせる膨大な言葉数とメロディの乱高下に、楽器隊のテクニカルなフレーズと、シーン屈指の難度を誇りつつ聴き手の胸に刺す楽曲の数々は、極上のエモーショナル・ロック・ナンバーばかりなのだ」と語り、2024年の音楽シーンを代表する1作だと評している。

## 収録曲
| #         | タイトル                                           | 作詞                     | 作曲       | 編曲               | アーティスト         | 時間  |
| --------- | -------------------------------------------------- | ------------------------ | ---------- | ------------------ | -------------------- | ----- |
| 1.        | 「雑踏、僕らの街」(Wrong World)                    | 大濱健伍                 | 大濱健伍   | 玉井健二、大濱健伍 | トゲナシトゲアリ     | 3:05  |
| 2.        | 「誰にもなれない私だから」(I'm Nobody)             | カイザー恵理菜           | 遊部優介   | 玉井健二、南田健吾 | トゲナシトゲアリ     | 3:09  |
| 3.        | 「空の箱」(VOID)                                   | 松原さらり               | 南田健吾   | 玉井健二、南田健吾 | 井芹仁菜＆河原木桃香 | 3:03  |
| 4.        | 「声なき魚」(Voiceless Fish)                       | 大西省吾、カイザー恵理菜 | 大西省吾   | 玉井健二、大西省吾 | 新川崎（仮）         | 3:02  |
| 5.        | 「視界の隅 朽ちる音」(What to raise)               | 大濱健悟                 | 大濱健悟   | 玉井健二、大濱健悟 | 新川崎（仮）         | 3:12  |
| 6.        | 「心象的フラクタル」(Mind playing Fractal)         | okoge                    | okoge      | 玉井健二、高橋亮人 | beni-shouga          | 3:00  |
| 7.        | 「空白とカタルシス」(Emptiness and Catharsis)      | 永澤和真、Misty mint     | 永澤和真   | 玉井健二、百田留衣 | トゲナシトゲアリ     | 3:11  |
| 8.        | 「運命の華」(I'ｍ here)                            | カイザー恵理菜           | 永澤和真   | 玉井健二、永澤和真 | トゲナシトゲアリ     | 3:19  |
| 9.        | 「Cycle Of Sorrow」                                | 古賀頌哉                 | 古賀頌哉   | 玉井健二、大西省吾 | ダイヤモンドダスト   | 3:19  |
| 10.       | 「ETERNAL FLAME ～空の箱～」(ETERNAL FLAME ~VOID~) | 松原さらり               | 南田健吾   | 玉井健二、大西省吾 | ダイヤモンドダスト   | 3:27  |
| 11.       | 「闇に溶けてく」(melt into the dark)               | Misty mint               | Misty mint | 玉井健二、秋浦智裕 | トゲナシトゲアリ     | 2:44  |
| 12.       | 「蝶に結いた赤い糸」(Meant to be)                  | カイザー恵理菜           | 葉上誠次郎 | 玉井健二、百田留衣 | トゲナシトゲアリ     | 3:29  |
| 合計時間: | 合計時間:                                          | 合計時間:                | 合計時間:  | 合計時間:          | 合計時間:            | 38:07 |

| #         | タイトル                                                 | 作詞  | 作曲・編曲 | 時間 |
| --------- | -------------------------------------------------------- | ----- | ---------- | ---- |
| 1.        | 「雑踏、僕らの街」(オープニングノンテロップ映像)         |       |            | 1:32 |
| 2.        | 「誰にもなれない私だから」(エンディングノンテロップ映像) |       |            | 1:27 |
| 3.        | 「空の箱」(第1話ノンテロップ映像)                        |       |            | 1:38 |
| 4.        | 「声なき魚」(第3話ノンテロップ映像)                      |       |            | 1:30 |
| 5.        | 「視界の隅 朽ちる音」(第5話ノンテロップ映像)             |       |            | 1:52 |
| 6.        | 「名もなき何もかも」(第7話ノンテロップ映像)              |       |            | 1:39 |
| 7.        | 「空白とカタルシス」(第11話ノンテロップ映像)             |       |            | 3:12 |
| 8.        | 「運命の華」(第13話ノンテロップ映像)                     |       |            | 1:38 |
| 9.        | 「Cycle Of Sorrow」(第11話ノンテロップ映像)              |       |            | 1:32 |
| 10.       | 「雑踏、僕らの街」(薄明の序章 Live Performance)          |       |            | 3:36 |
| 11.       | 「誰にもなれない私だから」(薄明の序章 Live Performance)  |       |            | 3:25 |
| 合計時間: | 合計時間:                                                | 23:01 |            |      |

## 楽曲解説
1. 雑踏、僕らの街
2024年5月22日に6thシングルとして発売された楽曲[13]。テレビアニメ『ガールズバンドクライ』のオープニングテーマとして使用された[13]。
2. 誰にもなれない私だから
2024年5月22日に7thシングルとして発売された楽曲[13]。テレビアニメ『ガールズバンドクライ』のエンディングテーマとして使用された[13]。
3. 空の箱
2024年5月22日に6thシングル『雑踏、僕らの街』のカップリング曲として発売された楽曲[13]。テレビアニメ『ガールズバンドクライ』第1話の挿入歌として使用された[13]。
4. 声なき魚
2024年5月22日に7thシングル『誰にもなれない私だから』のカップリング曲として発売された、新川崎（仮）名義の楽曲[13]。テレビアニメ『ガールズバンドクライ』第3話の挿入歌として使用された[13]。
5. 視界の隅 朽ちる音
2024年6月19日に8thシングルとして発売された、新川崎（仮）名義の楽曲[14]。テレビアニメ『ガールズバンドクライ』第5話の挿入歌として使用された[14]。
6. 心象的フラクタル
2024年6月19日に8thシングルのカップリング曲として発売された、beni-shouga名義の曲[15]。テレビアニメ『ガールズバンドクライ』第6話の挿入歌として使用された[15]。
7. 空白とカタルシス
2024年7月10日に9thシングルとして発売された楽曲[16]。テレビアニメ『ガールズバンドクライ』第11話の挿入歌として使用された[16]。
8. 運命の華
2024年7月10日に9thシングルのカップリング曲として発売された楽曲[17]。テレビアニメ『ガールズバンドクライ』第13話の挿入歌として使用された[17]。
9. Cycle Of Sorrow
2024年7月10日に、テレビアニメ『ガールズバンドクライ』劇中に登場するアイドルバンド・ダイヤモンドダストのデビューシングルとして発売された楽曲[16]。劇中ではBAYCAMPにてダイヤモンドダストが歌唱する楽曲として登場する[16]。
10. ETERNAL FLAME ～空の箱～
2024年7月10日にダイヤモンドダストのデビューシングル『Cycle Of Sorrow』のカップリング曲として発売された楽曲[16]。3曲目に収録された「空の箱」をダイヤモンドダストが歌唱したバージョン。テレビアニメ『ガールズバンドクライ』第5話・第8話の挿入歌として使用された[16]。
11. 闇に溶けてく
今作が初出となる新曲。作詞・作曲は2ndシングルの表題曲「気鬱、白濁す」を手掛けたMisty mintが担当しており、理名は夜明けの疾走感といったMisty特有の世界感から、「気鬱、白濁す」に通ずるアプローチでレコーディングを行ったという[18]。また、これまでのトゲナシトゲアリの楽曲と比較してギターのアルペジオが多用されており、夕莉はこの楽曲の聞き所であると語っている[18]。
12. 蝶に結いた赤い糸
今作が初出となる新曲。トゲナシトゲアリの楽曲としては初めてのバラードとなっており、夕莉が奏するアコースティックギターが主体となった歌い始めから、徐々にほかの楽器が合流してゆく楽曲となっている[19]。理名はこれまでボカロ曲を中心に歌ってきたため、レコーディングの際には初めてのバラードの難しさを痛感したという[18]。この楽曲はテレビアニメには登場しない楽曲ではあるものの、歌詞は劇中の物語を想起させるものとなっており、理名は河原木桃香[注 1]が井芹仁菜[注 2]にあてたラブソングだと感じたと語っている[19]。